# Club Atlètic Poble Nou
L'Atlètic Poblenou és un club de futbol català de la ciutat de Barcelona, al barri de Poblenou.

## Història
A mitjan any 1928, els senyors Josep Soriano, Palentino Sánchez, Francisco Sánchez, José Muñoz, José Ayora, Francisco Sala, José Casas, Francisco Sesé, Eduardo Revulta i Àngel Bosch van decidir crear un club de futbol amb el nom d'Atlètic Poblenou. Adoptaren els colors de l'Athletic Club, samarreta blanca i vermella i pantalons negres, ja que alguns dels jugadors eren treballadors d'una fàbrica de botons del barri que havien arribat del nord de la península. L'any 1929 es constituí la primera junta directiva amb Francisco Sala com a president. Es el club de referencia al barri de Poblenou i un dels clubs mes historics de Barcelona
Destacà entre els anys 1955 i 1958, quan durant tres temporades consecutives jugà a Tercera Divisió.

## Temporades
El club ha jugat tres temporades a Tercera Divisió.
- 1955-1956: 3a Divisió 11è
- 1956-1957: 3a Divisió 23è
- 1957-1958: 3a Divisió 12è